# سونيتات شكسبير
سونيتات شكسبير هو عنوان لمجموعة مؤلفة من 154 سونيتة للشاعر و الكاتب المسرحي وليم شكسبير التي تغطي مواضيع مثل مرور الوقت، والحب والجمال. وقد نشرت لأول مرة في عام 1609 في كتاب تحت عنوان: "SHAKE-SPEARES SONNETS"، والكتاب لم يطبع من قبل . (على الرغم من السونيتات 138 و 144 قد سبق ونشرت في عام 1599 في مجموعة منوعة من الأدب تحت عنوان "The Passionate Pilgrim" (الحاج المغرم بالعربية ). وينتهي الكتاب بقصيدة شكوى عاشق" (شكوى محب بالعربية)، قصيدة سردية من 47 مقطع شعري.
و القصائد ال 17 الأولى، موجهة لشاب لحثه على الزواج وإنجاب الأطفال من أجل أن يخلد جماله بتمريرها إلى الجيل التالي. السونيتات الأخرى تعبير عن حب المتحدث لشاب. الشعور بالوحدة، والموت، والزوال من الحياة؛ تبدو كانتقادات لذلك الشاب لتفضيل شاعر منافس عليه . السونيتات الأخيرة هي معالجة استعارية للقصائد اليونانية المختتمة بفكرة ساخرة.